# Bert de Vries (CDA)
Berend (Bert) de Vries (Groningen, 29 maart 1938) is een Nederlands voormalig politicus. Hij is vooral bekend als fractievoorzitter van het CDA in de jaren 80 en als minister van Sociale Zaken in het kabinet-Lubbers III.

## Opleiding
Bert de Vries werd geboren in Groningen. Zijn vader had een detectivebureau. Als scholier werd De Vries ingezet om te assisteren bij het observatiewerk, bijvoorbeeld voor het vergaren van bewijs van overspel. Na de Mulo werd hij ambtenaar bij de Belastingdienst. In de avonduren volgde hij de opleiding aan de HBS. Als werkstudent volgde hij de studie economie aan de Rijksuniversiteit Groningen. Via werk bij de provincie Groningen kwam hij terecht bij Philips, waar hij op de financiële afdeling werkte. Hierna (van 1968 tot 1978) werkte hij bij de Erasmus Universiteit in Rotterdam. Tijdens zijn aanstelling in Rotterdam promoveerde hij in Amsterdam in de Economische Wetenschappen.

## Politieke loopbaan

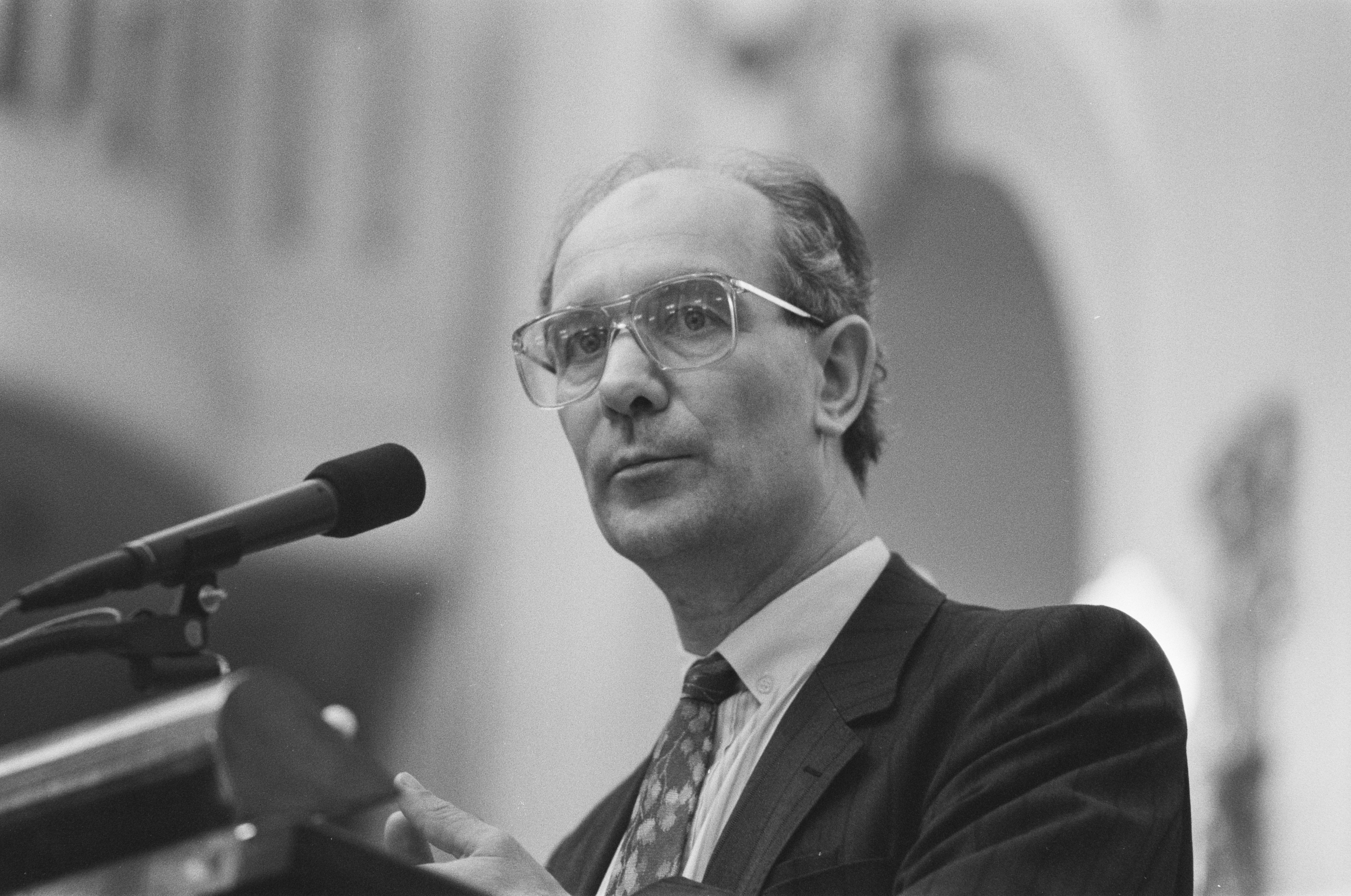
De Vries aan het woord.

Op 21 november 1978 werd hij namens het CDA tussentijds lid van de Tweede Kamer, op de plek die was vrijgekomen na het aftreden van Willem Aantjes. In 1982 werd hij fractievoorzitter van het CDA (1982-1989). Hij regeerde de fractie met harde hand en stond geen dissidenten toe. Er zaten nog altijd drie 'CDA-loyalisten' in zijn fractie. De fractieleden Jan Nico Scholten en Stef Dijkman moesten in 1983 de fractie verlaten. Sytze Faber verliet in 1985 de Tweede Kamer, want hij werd burgemeester van Hoogeveen. Als minister loodste De Vries de Arbeidsvoorzieningswet en de Jeugdwerkgarantiewet door de Eerste en Tweede Kamer. Ook was hij de architect van het zogenaamde Bami-akkoord over aanpassing van de WAO. De naam Bami-akkoord slaat op het feit dat tijdens het overleg in het huis van Bert de Vries een maaltijd van de afhaalchinees werd genuttigd. Met dit akkoord werd de val van het derde kabinet Lubbers voorkomen.
Van 1989 tot 1994 was hij minister van Sociale Zaken en Werkgelegenheid en in 1990 tevens enige dagen minister van Landbouw Natuurbeheer en Voedselkwaliteit.
In 1994 vertrok hij uit de politiek, maar na het gedwongen aftreden van Marnix van Rij keerde hij nog korte tijd (2001-2002) terug als interim-voorzitter van het CDA.
De Vries had als bijnaam "de stofjas" vanwege zijn saaie imago.

## Verdere loopbaan
In 1994 werd hij voorzitter van het bestuur van de Sociale Verzekeringsbank (SVB) en enige jaren later voorzitter van het bestuur van het ABP, het pensioenfonds voor de overheid en het onderwijs. Na zijn vertrek uit de actieve politiek was hij tot 1998 parttime hoogleraar financieel-economisch beleid aan de Rotterdamse Erasmus Universiteit.

## Breuk met het CDA
In 2005 publiceerde hij het boek Overmoed en onbehagen. Het hervormingskabinet-Balkenende II, waarin hij scherpe kritiek verwoordt op het CDA en het kabinet-Balkenende II. Hij verwijt het kabinet te pessimistisch te zijn over de toekomst en de vergrijzing ten onrechte als een groot probleem op te voeren.
In 2010 was hij een van de ondertekenaars van een open brief waarin een groep vooraanstaande leden van het CDA zich uitsprak tegen samenwerking met de PVV van Geert Wilders. De Vries was op 17 november dat jaar de eerste CDA-prominent die er openlijk voor uitkwam dat hij zijn lidmaatschap van de partij had opgezegd vanwege de samenwerking met de PVV.

## Herziening van visie op Israël
Op 12 januari 2012 hield hij in plaats van oud-premier Dries van Agt een lezing in de Kloosterkerk in Den Haag, waarin hij toelichtte waarom hij zich verbonden had met het Rights Forum van voormalige vooraanstaande Nederlandse politici rond Van Agt, die opkomen voor de rechten van de Palestijnen. Hij zei dat ook hij zijn vroegere meningen over Israël had moeten herzien: Ook bij mij is sprake geweest van een proces van “nader inzien”. Op basis van de ontstaansgeschiedenis van Israël lijkt het niet overdreven om te stellen dat de staat Israël – om met de Heidelbergse Catechismus te spreken - in volkenrechtelijke zonde ontvangen en geboren is. De Vries gaf aan dat dat “nader inzien” tevens voor meer onderwerpen gold: ook hele fundamentele kwesties zoals mijn houding ten opzichte van geloof en religie.

## Persoonlijk
De Vries is lid van de Nederlands Gereformeerde Kerken.